# Norton Ghost
Ghost là một chương trình sao lưu đĩa được bán bởi công ty Symantec. Được phát triển bởi Murray Haszard từ 1995 tại Binary Research, công nghệ này được Symantec mua lại năm 1998. Cái tên Ghost là viết tắt của General Hardware-Oriented System Transfer.

## Lịch sử

Giao diện chính của Norton Ghost v14.

Additional Tools của Norton Ghost v14.

Binary Research đã phát triển Ghost tại Auckland, New Zealand. Sau khi Symantec mua lại, một vài chức năng (chẳng hạn như bản dịch sang các ngôn ngữ khác) được chuyển sang nơi khác, nhưng sự phát triển chính vẫn diễn ra ở Auckland đến tháng 10/2009 và sau đó được chuyển sang Ấn Độ.
Các công nghệ được phát triển bởi 20/20 phần mềm được tích hợp vào Ghost sau khi chúng bị Symantec mua lại vào tháng 4/2000.

### PowerQuest
Vào cuối năm 2003, Symantec mua lại đối thủ cạnh tranh lớn nhất, PowerQuest. Ngày 2 tháng 8 năm 2004, Norton Ghost 9.0 được phát hành như người phiên bản tiêu dùng mới của Ghost được dựa trên PowerQuest′s Drive Image version 7, và được cung cấp ảnh trực tiếp của một hệ thống Windows. Ghost 9 tiếp tục tận dụng các định dạng tập tin PowerQuest, tức nó không tương thích với các phiên bản trước của Ghost. Tuy nhiên, một phiên bản của Ghost 8,0 trên đĩa cứu trợ Ghost 9 để hỗ trợ khách hàng Ghost hiện có.

### Phantom
Dự án nội bộ với tên Phantom nhằm thiết kế lại toàn bộ công cụ sao lưu của Ghost tại Symantec ở Auckland. Dự án Phantom hoạt động trong ban năm song song với sự phát triển liên tục của mã Ghost. Một số phần của mã Phantom, ví dụ như khả năng ghi vào hệ thống NTFS từ MS-DOS, được gộp chung vào Ghost. Symantec phát hành một mẫu thử nghiệm của Phantom như Ghost for Manufacturing vào năm 2003.

## Phần mềm sao lưu
Mặc dù các chương trình sao chép đĩa không phải là chương trình sao lưu chủ yếu, đôi khi chúng được sử dụng như vậy.Một tính năng chủ chốt của một chương trình sao lưu là cho phép tra cứu tập tin cá nhân mà không cần phải khôi phục lại toàn bộ các sao lưu. Chương trình nhân bản đĩa hoặc cung cấp một chương trình giống Windows Explorer để xem các file ảnh và trích xuất các file cá nhân của họ, hoặc cho phép một file ảnh được gắn kết như là một hệ thống tập tin chỉ đọc trong Windows Explorer.
Ghost được bán như một chương trình sao lưu. Nó được đóng gói thành một file ISO và bạn cần ghi nó ra một đĩa CD. Điều này cung cấp môi trường phục hồi để thực hiện một khôi phục hệ thống đầy đủ. Ngoài ra nó còn cho phép gắn một ổ đĩa phụ và chọn file sao lưu trên ổ đĩa đó để phục hồi lại đĩa chính.
Ghost có thể sao chép nội dung của một ổ cứng khác và có thể chuyển đổi một nội dung của ổ cứng sang một định dạng đĩa ảo như VMware VMDK.

## Filesystems
Ban đầu, Ghost chỉ hỗ trợ FAT trực tiếp, nhưng nó cũng có thể sao chép (mặc dù không thay đổi kích cỡ) các hệ thống tập tin khác bằng cách thực hiện một bản sao sector. Ghost hỗ trợ cho hệ thống tập tin NTFS sau đó vào năm 1996, và cũng cung cấp một chương trình Ghostwalker (Tên DOS: ghstwalk.exe), để thay đổi các Security ID (SID) được tạo ra bởi các hệ thống Windows NT khác nhau. Ghostwalker cũng là có khả năng sửa đổi tên của Windows NT-dựa trên máy tính từ giao diện của riêng của nó. Ghost thêm hỗ trợ cho hệ thống tập tin ext2 năm 1999 và ext3 sau đó.

## Lịch sử phiên bản

### Ghost 3.1
Phiên bản đầu tiên của Ghost chỉ hỗ trợ cho sao chép đĩa, tuy nhiên phiên bản 3.1 vào năm 1997 cho phép sao chép phân vùng cá nhân. Ghost có thể sao chép từ một ổ đĩa, phân vùng ổ đĩa sang một phân vùng khác hoặc một file ảnh. Ghost có thể ghi một bản saohoặc một file ảnh lên một ổ đĩa thứ hai trên cùng một máy, một máy tính khác kết nối bằng cáp song song hay cáp mạng, ổ đĩa mạng hay ổ đia băng 

### Ghost 4.0 and 4.1
Phiên bản 4.0 của Ghost đã bổ sung thêm công nghệ multicast, theo sự dẫn đầu của đối thủ cạnh tranh, HìnhCast. Multicasting cho phép gửi một hình ảnh sao lưu đơn cùng một lúc đến các máy khác mà không phải tạo một kết nối mạng lớn hơn so với gửi một file ảnh đến một máy. Phiên bản này cũng giới thiệu Ghost Explorer, một chương trìnhWindows cho phép người dùng có thể xem nội dung của file và trích xuất các file cá nhân từ đó. Explorer sau đó được tăng cường để cho phép người dùng thêm và xoá tập tin trên FAT, sau này là ext2, ext3 và hệ thống tập tin NTFS trong file ảnh. Đến năm 2007, Ghost Explorer có thể trích xuất file từ các file ảnh NTFS nhưng không thể chỉnh sửa ảnh NTFS. Ghost Explorer có thể làm việc với các ảnh của các phiên bản cử nhưng chậm hơn; phiên bản 4 các ảnh đã chứa các index để tim file nhanh hơn. phiên bản 4.0 cũng chuyển từ chế độ thực DOS sang chế đọ bảo vệ 286. Bộ nhớ bổ sung có sẵn cho phép Ghost để cung cấp nhiều cấp độ nén ảnh, và cung cấp cá trình duyệt file. Năm 1998, Ghost 4.1 cho phép bảo vệ ảnh bằng mật khẩu.

### Ghost 5.0
Phiên bản 5.0 chuyển sang chế độ bảo vệ 386. Không giống như giao diện dựa vào ký tự người dùng các phiên bản trước đó, 5.0 sử dụng một GUI. Logo của Binary Research, hai ngôi sao xoay quanh nhau, phát trên màn hình chính trong khi chương trình ngừng hoạt động. Năm 1998 Gdisk, một kịch bản dựa trên quản lý phân vùng, được tích hợp trong Ghost. Gdisk phục vụ một vai trò tương tự như Fdisk, nhưng có khả năng lớn hơn.

### Ghost for NetWare
Cũng đã có một phiên bản Norton Ghost (gọi là 2,0) cho Novell NetWare khoảng năm 1999, với sự hỗ trợ cho phân vùng NSS (mặc dù nó vẫn hoạ động trong DOS, giống cá phiên bản khác).

### Ghost 6.0 (Ghost 2001)
Ghost 6.0 bao gồm một ứng dụng Console vào năm 2000 để đơn giản hóa việc quản lý số lượng lớn các máy. Console kết nối với phần mềm clien trên máy vi tính được quản lý để cho phép một cho phép một quản trị hệ thống làm mới các đĩa của một máy tính từ xa.
Giống một chương trình dựa trên DOS, Ghost yêu cầu máy chạy Windows phải khởi động lại với môi trường DOS để chạy nó. Ghost 6.0 yêu cầu một phân vùng hệ điều hành DOS riêng biệt khi được sử dụng với Console.

### Ghost 7.0 / Ghost 2002
Phát hành ngày 31 tháng 3 năm 2001
Norton Ghost Phiên bản 7.0 (bán lẻ) được tiếp thị như Norton Ghost 2002 Personal Edition. 

### Ghost 7.5
Phát hành ngày 14 Tháng 12 2001
Ghost 7.5 vào năm 2002 tạo ra một "phân vùng ảo" – thay vì một phân vùng DOS, khiến nó thực sự tồn tại như một tập tin trong hệ thống tập tin Windows bình thường. Điều này nới lỏng đáng kể hệ thống quản lý bởi vì người dùng không còn phải cài đặt các bảng phân vùng riêng của họ. Ghost 7.5 cũng có thể ghi hình ảnh vào ổ đĩa CD-R, và phiên bản mới nhất có thể cũng viết DVD.

### Symantec Ghost 8.0
Ghost 8.0 bao gồm một tập tin thực thi độc lập (tên tập tin: ghost32.exe) mà chạy trực tiếp từ Windows, mà không cần phải khởi động lại. Nó phù hợp với các thiết bị thông tin có thể khở động được, chẳng hạn như các CD khởi động BartPE. Các ấn bản doanh nghiệp hỗ trợ Unicast, Multicast và truyền tải ngang hàng qua TCP/IP. Ghost 8.0 cũng cho phép một hình ảnh được lưu, hoặc đọc trên một hệ thống tập tin NTFS, mặc dù bình thường không thể truy cập NTFS từ một chương trình DOS

### Norton Ghost 2003
Norton Ghost 2003, một ấn bản tiêu dùng của Ghost, phát hành ngày 6/8/2002. Có sẵn như một sản phẩm độc lập, Norton Ghost 2003 cũng là một thành phần của Norton SystemWorks 2003 Professional. Một phiên bản đơn giản hơn của Ghost, Norton Ghost 2003 không bao gồm Console nhưng có một Windows front-end cho sự hoạt động của Ghost script và tạo ra một đĩa Ghost khả năng khởi động (phần mềm ghi đĩa CD của bên thứ ba có thể được sử dụng để tạo ra một đĩa CD Ghost có khả năng khởi động dựa trên một đĩa ghost khởi động). Máy vẫn cần khởi động lại để phân vùng ảo, nhưng người dùng không cần phải tương tác với hệ điều hành DOS. Symantec phản đối hỗ trợ LiveUpdate cho Norton Ghost 2003 vào đầu năm 2006. Hai bài viết của Symantec (Updates to Norton Ghost 2003 Lưu trữ ngày 13 tháng 12 năm 2011 tại Wayback Machine How to obtain the programs updates that are archived on Symantec LiveUpdate server Lưu trữ ngày 13 tháng 12 năm 2011 tại Wayback Machine) cung cấp các bước hướng dẫn chi tiết làm thế nào để có được thông tin Cập Nhật Norton Ghost 2003 từ kho lưu trữ LiveUpdate. Tính đến ngày 24 tháng 4 năm 2008, phiên bản mới nhất có sẵn từ các kho lưu trữ này là 2003.793. Các phiên bản cũ hơn của Norton Ghost 2003 có thể được cập nhật từ cùng một hệ thống với các phiên bản mới hơn của Norton Ghost 2003 bằng cách sao chép thư mục chương trình từ bản mới sang bản cũ hơn. Các hỗ trợ cho ổ cứng SATA cũng được cung cấp trong 2003.793.

### Symantec Ghost Solution Suite 1.0 (Ghost 8.2)

Symantec Ghost 8.2

Vào năm 2004, Symantec đổi tên phiên bản Enterprise của Ghost thành Symantec Ghost Solution Suite 1.0. TĐiều này đã giúp làm rõ sự khác biệt giữa các dòng tiêu dùng và kinh doanh của sản phẩm. Điều này đã được tiếp tục quy định trong tháng 2 năm 2006, với bản phát hành của Norton Save And Restore (một vài gói có dán nhãn Norton Backup And Restore), một ứng dụng backup độc lập dựa trên Ghost 10,0.
Phát hành 15 Tháng 11 năm 2004.

### Symantec Ghost Solution Suite 1.1 (Ghost 8.3)
Ghost Solution Suite 1.1 phát hành vào tháng 12 năm 2005. Một số các tính năng mới bao gồm khả năng tạo file ảnh lớn hơn 2 GB (trong Ghost 8.2 hoặc phiên bản trước, những file ảnh tự động được chia thành hai hoặc nhiều phân khúc hơn, để cho từng phân khúc có kích thước tối đa 2 GB), các tools được hoàn thiện hơn, và khả năng tạo một đĩa khởi động phổ cập. Ghost Solution Suite là một gói cập nhật phiên bản của Ghost, Symantec Client Migration (công cụ di chuyển các cài đặt và dữ liệu người dùng) và cũng giống như PowerQuest trước đây, DeployCenter (dùng các ảnh PQI).

### Norton Ghost 9.0 (bao gồm Ghost 2003)

A screen shot of Norton Ghost 9.0 as seen in Windows 2000

Ghost 9.0 phát hành ngày 2 tháng 8 năm 2004. Nó đại diện cho một sự thay đổi đáng kể trong dòng sản phẩm tiêu dùng từ Ghost 2003, trong một vài cách:
- Nó dùng một chuỗi code hoàn toàn khác, dựa trên DriveImage/V2i Protector thông qua việc mua lại PowerQuest của Symantec.
- Sản phẩm chính là một ứng dụng dựa trên Windows phải được cài đặt trên hệ thống đích.
- File ảnh của hệ thống có thể được tạo ra trong khi Windows đang chạy. Chứ không phải chỉ khi khởi động trực tiếp vào chế độ DOS-ghost.
- Ảnh Incremental (chỉ chứa những thay đổi kể từ những hình ảnh cuối) được hỗ trợ.
- Ứng dụng Windows đòi hỏi phải kích hoạt sản phẩm để hoạt động đầy đủ.
- Khả năng khởi động môi trường trên đĩa CD Ghost 9 chỉ là hữu ích cho việc phục hồi các bản sao lưu sẵn có-nó không thể được sử dụng để tạo ra hình ảnh mới.

Từ khi dựa trên DriveImage Ghost 9 không hỗ trợ các định dạng file ảnh.gho cũ hơn, một đĩa CD riêng có Ghost 2003 đã được tích hợp trong gói sản phẩm bán lẻ cho người sử dụng cần để truy cập vào những file ảnh cũ.
Những hạn chế của Ghost 9 so với Ghost 2003 đã không được thông báo bởi Symantec, và kết quả là nhiều khách hàng không hài lòng, những người mua Ghost 9 với hy vọng sử dụng các tính năng của phiên bản trước đó (giống như tạo ảnh từ môi trường Ghost khởi động được, không cần cài đặt và kích hoạt sản phẩm).

### Norton Ghost 10.0
Hỗ trợ các ở đĩa CDR / RW và DVD + -R/RW, các thiết bị USB và FireWire (IEEE 1394), và Iomega Zip và Jaz drives. Cho phép mã hóa các bản sao lưu và hỗ trợ các ổ đĩa ngoài Maxtor với button Maxtor OneTouch.
Ghost version 10.0 tương thích với phiên bản trước đó, nhưng không phải với phiên bản trong tương lai.

### Norton Save And Restore 1.0 (Ghost 10.0)
Norton Save And Restore 1.0, phát hành tháng 2 năm 2006, là phiên bản tiêu dùng được đổi tên của Ghost. Hệ thống sử dụng cơ của Ghost 10.0, với việc bổ sung các tính năng cho phép sao lưu và phục hồi các tập tin cá nhân.

### Symantec Ghost Solution Suite 2.0 (Ghost 11.0)
Ghost Solution Suite 2.0 phát hành tháng 11/2006. Phiên bản này cung cấp những cải tiến đáng kể trong hiệu suất, cũng như khả năng chỉnh sửa hình ảnh NTFS. Phiên bản này cũng cho biết thêm hỗ trợ cho Windows Vista, Windows x64, và các ở đĩa dựa trên GUID Partition Table (GPT) (mặc dù phần mềm không hỗ trợ đầy đủ cho hệ thống với Firmware phù hợp Extensible Firmware Interface (EFI)). Chạy Live Update từ Ghost Explorer sẽ cập nhật Ghost lên 11.0.2.1573.
| Ghost 11.0 hỗ trợ lưu và khôi phục từ các ảnh: | *.GHO, *.GHS, *.IMG, *.RAW |

### Norton Ghost 12.0
Ghost 12.0 bao gồm các hỗ trợ Windows Vista với một cập nhật và nhiều giao diện người dùng hơn. Nó cho phép cho một bản sao lưu đầy đủ hệ thống & một nơi tập tin cá nhân hoặc thư mục có thể được chọn và sao lưu.